# 僕はこの丘で、君を愛したい…
『僕はこの丘で、君を愛したい…』（ぼくはこのおかで きみをあいしたい）は、2005年公開の日本映画である。TWILIGHT FILEシリーズの4作目にあたる。溝呂木賢が主演を務め、細川ふみえ、本宮泰風、藤波辰爾らが出演した。新人の杉山舜がオーディションにて抜擢された。

## 登場人物

### 主要人物
- 風間亮 - 溝呂木賢
- 小野明菜 - 細川ふみえ
- 小野悟 - 杉山舜
- 正岡先生 - 本宮泰風
- 近田茂 - 藤波辰爾
- 小野学 - 阿部敏
- 武 - 原嶋元久
- 俊平 - 杉山龍蔵
- 正吾 - 岩間誉
- 香奈 - 西ノ入菜月
- 美妃 - 大久保栞菜
- 佐伯小夜 - 福原涼子
- 香 - 脇村友梨子
- 素子 -木村彩里

### その他出演者
- 大久保栞菜
- 佐々木稔人
- 葛西史郎
- 野老一勝
- 寺石知絵
- 川名優貴
- 坂本裕一
- 山崎猛
- 玉城裕規

## スタッフ
- 製作 - 神品信市
- エグゼクティブプロデューサー - 神品信市
- プロデューサー - 甲斐浩次
- 脚本 - 酒井雅秋
- 監督 - 中村隆太郎
- 助監督 - 入江悠、藤寛文、松田健
- 音楽ディレクター - TOSIMITSU
- 撮影 - 有住紀重
- スチール - 石郷友仁
- 製作チーフディレクター - 西村克也
- 製作ディレクター - 山多裕生
- 製作企画担当 - 高山重樹、松坂久美子、小川泰史
- 制作協力 - 株式会社アットアームズ
- 企画協力 - バーニング養成所
- 製作 - ミライ・アクターズ・プロモーション（現MIRAI PICTURES JAPAN）
- 配給 - 株式会社MIRAI

## 主題歌
Cefillia
作詞・作曲：藤田豊、編曲：福田貴訓、歌：川名優貴

## DVD
- 2006年発売
- 発売：MIRAI、アムモ
- スタンダード・エディション（DVD1枚組） 
映像特典は「劇場予告編・メイキング」「製作発表・インタビュー・対談」

## 関連商品
- パンフレット・ポスター・台本（2006年より発売、MIRAI）